# 奉天市公署

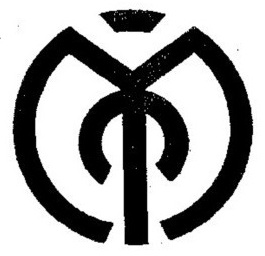
奉天市公署的徽章

奉天市公署原称奉天市政公署，是满洲国时期，奉天市（今沈阳市）的市政府。中华人民共和国方面称呼时，冠以“伪”、“伪满:21”字样。
1931年九一八事變的9月20日，关东军任命重要的奉天市政官员，市长土肥原贤二、秘书长富村顺一、总务课长庵谷忱、警务课长鹤冈永太郎、财务课长三谷末次郎、卫生课长守田福松、工程·技术·事务课长吉川康。有文章称，原沈阳市市长李德新并未逃走，而是于20日下午三点后，在市政公署内与土肥原贤二进行交接。李德欣与家人搬到商埠地。9月21日上午，土肥原贤二举行就职典礼，奉天市政公署成立。沈阳市政公所被接收。10月，赵欣伯接任市长。
建立之后，奉天市政公署一直沿用沈阳市政公所在沈阳城里的办公场所，位于怀远门北、小西门南一处靠近城墙的位置。当代研究者总结的奉天市政公署机构图中，公署机构为市长领导下的三层结构——科（或称“料”，4个）、课（9个）、股（23个），设有市长室:28。
1936年4月后，奉天市政公署去“政”字，称奉天市公署。1937年12月1日，南滿洲鐵道附屬地的行政权移交奉天市公署:21。同月，奉天公园改建的奉天市公署大楼竣工，迁移此处办公。1945年8月，日本投降，苏军进驻奉天。奉天市公署溃散。陳楚材出面组织沈阳市人民维持地方治安委员会。國民政府收复奉天，改名沈阳市，重设市政府。

## 历任首长
- 土肥原贤二：1931年9月20日 - 1931年10月20日[5][2]
- 赵欣伯：1931年10月 - ？
- 阎传绂：？ -
- 王庆璋：1935年6月1日 - 1937年7月
- 金荣桂：1937年7月 - 1938年7月
- 郑　禹：1938年7月 - 1942年
- 王賢湋：1942年 - 1945年
- 范培忠：1945年 - 1945年9月